# Einhorndorsche
Die Einhorndorsche (Bregmaceros) sind die einzige Gattung innerhalb der gleichnamigen Familie der Dorschartigen Fische (Gadiformes). Es handelt sich dabei um kleine, an den Küsten tropischer und subtropischer Meere lebende Fische.

## Merkmale
Einhorndorsche werden zwei bis elf Zentimeter lang. Sie haben je zwei, symmetrische Rücken- und Afterflossen. Der erste Rückenflossenstrahl steht einzeln, ohne Verbindung mit der Rückenflosse (Name). Die ersten Strahlen der Bauchflossen sind lang ausgezogen. Sie haben kleine Rundschuppen, keine Kinnbartel und kein Seitenlinienorgan.

## Arten
Es gibt zwölf Arten:
- Bregmaceros arabicus D’Ancona & Cavinato, 1965.
- Bregmaceros atlanticus Goode & Bean, 1886.
- Bregmaceros bathymaster Jordan & Bollman, 1890.
- Bregmaceros cantori Milliken & Houde, 1984.
- Bregmaceros houdei Saksena & Richards, 1986.
- Bregmaceros japonicus Tanaka, 1908.
- Bregmaceros lanceolatus Shen, 1960.
- Bregmaceros mcclellandi Thompson, 1840.
- Bregmaceros nectabanus Whitley, 1941.
- Bregmaceros neonectabanus Masuda, Ozawa & Tabeta, 1986.
- Bregmaceros pescadorus Shen, 1960.
- Bregmaceros rarisquamosus Munro, 1950.